# Zbigniew Jaworowski

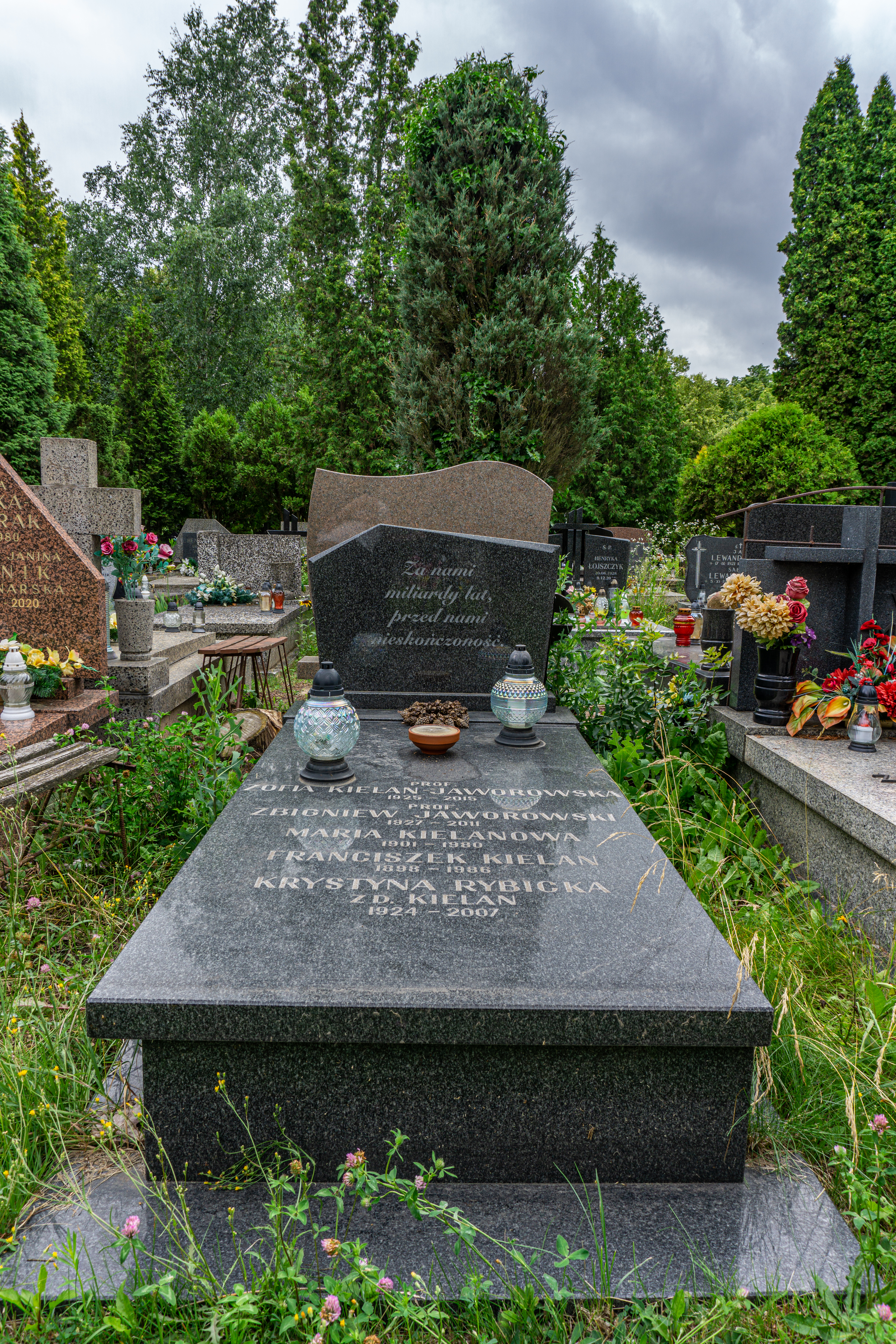
Grób Zbigniewa Jaworowskiego na cmentarzu komunalnym Północnym w Warszawie

Zbigniew Jaworowski (ur. 17 października 1927, zm. 12 listopada 2011) – polski lekarz, radiolog, pracował w Centralnym Laboratorium Ochrony Radiologicznej w Warszawie, profesor nauk medycznych, taternik.

## Życiorys
Absolwent Collegium Medicum Uniwersytetu Jagiellońskiego. Jako student medycyny w październiku 1948, wraz ze swym kolegą, również taternikiem Wojciechem Niedziałkiem, po trzydziestogodzinnej akcji zdjął ze szczytu stumetrowej wrocławskiej Iglicy uszkodzoną instalację z lustrami, zagrażającą przechodniom. Jako taternik i radiolog w latach 70. współorganizował i uczestniczył w wyprawach na wysokogórskie lodowce – m.in. w Ameryce Północnej (Alaska) i Południowej (Peru), Afryce i Himalajach - badając zanieczyszczenia globu radioaktywnością oraz metalami ciężkimi. Pracował w Instytucie Onkologii w Gliwicach, w Instytucie Badań Jądrowych w Warszawie, od 1993 w Centralnym Laboratorium Ochrony Radiologicznej w Warszawie, gdzie kierował Zakładem Higieny Radiacyjnej.
Przedstawiciel Polski w Komitecie Naukowym ONZ ds. Skutków Promieniowania Atomowego (UNSCEAR).
W 1986 został członkiem Polskiej Komisji Rządowej ds. Skutków Katastrofy w Czarnobylu. Po tej katastrofie zaproponował podawanie polskim dzieciom płynu Lugola.
Mąż Zofii Kielan-Jaworowskiej. Postacie małżeństwa Jaworowskich zostały uwiecznione w spektaklu Teatru Telewizji "Czarnobyl. Cztery dni w kwietniu" z 2010 roku. W postać profesora wcielił się Zbigniew Zamachowski, zaś jego żony - Anna Radwan.

## Poglądy
Był przeciwnikiem wykorzystania paliw kopalnych do celów energetycznych, zamiast tego postulował szersze wykorzystanie energii jądrowej. Był przeciwnikiem europejskiego etnocentryzmu.

### Na temat skutkówkatastrofy w Czarnobylu
Głosił pogląd, że skutki genetyczne katastrofy w Czarnobylu wśród mieszkańców Ukrainy i Białorusi były w rzeczywistości znacznie mniejsze, niż się popularnie sądzi. Twierdził także, że podawanie w Polsce płynu Lugola, które sam zainicjował w kwietniu 1986 roku, było z dzisiejszej perspektywy zbędne, ponieważ skażenie atmosfery nad Polską radioaktywnym jodem było znacznie poniżej progu zagrożenia. Z drugiej strony potwierdzał, że wobec braku rzetelnych informacji ze strony służb ZSRR, akcja ówczesna była całkowicie uzasadniona tym bardziej, że nawet wobec braku skażenia terapia zapobiegawcza tym specyfikiem nie wywołuje negatywnych skutków ubocznych.

### Na temat ocieplenia klimatu
Był denialistą w kwestii wpływu działalności człowieka na globalne ocieplenie na kuli ziemskiej. Swoich opinii na temat antropogenicznego globalnego ocieplenia nie publikował w recenzowanych czasopismach naukowych, a głównie w prasie popularnej.
W pracy opublikowanej w 1992 stwierdził, że spękanie lodu pod ciśnieniem, okludowanie powietrza wewnątrz struktury molekularnej lodu oraz sposób wydobywania rdzeni lodowych powodują, że ocena stężenia dwutlenku węgla z rdzeni lodowych nie jest prawidłowa. Z poglądem tym polemizował zespół pod kierunkiem Raynauda.
W marcu 2008 był jednym z autorów opracowania Przyroda, a nie wpływ ludzi, decyduje o klimacie. Podsumowanie raportu Pozarządowego Panelu do Spraw Klimatu.  (patrz Nongovernmental International Panel on Climate Change)

### Dokument przygotowany jako zeznanie w Komisji Senackiej Kongresu USA
Zbigniew Jaworowski przygotował dokument pod tytułem Zmiana Klimatu: Złe informacje na temat przed przemysłowego poziomu koncentracji CO2. Mimo że dokument zawiera podtytuł, z którego wynika, że został przygotowany dla Komisji Senackiej Kongresu USA na posiedzenie 19 marca 2004r. to nie był na tej komisji prezentowany (19 marca nie było posiedzenia Komisji, a nazwisko Jaworowskiego nie pojawia się na liście osób występujących przed Komisją. Sama treść dokumentu została poddana krytyce.

## Publikacje w recenzowanych czasopismach naukowych
- Jaworowski, Z., Hoff, P., Hagen, J.O., et al., 1997, A highly radioactive Chernobyl deposit in a Scandinavian glacier, Journal of Environmental Radioactivity, 35 (1), 91-108.
- Jaworowski, Z., 1968, Stable lead in fossil ice and bones, Nature, 217, 152-153.
- Jaworowski, Z., T.V. Segalstad, and N. Ono, 1992, Do glaciers tell a true atmospheric CO2 story?, The Science of the Total Environment, 114, p. 227-284.
- Jaworowski, Z., 1994, Ancient atmosphere - validity of ice records, Environmental Science and Pollution Reserach, 1(3): p. 161-171.

## Publikacje popularnonaukowe i raporty
- Nature, Not Human Activity, Rules the Climate Summary for Policymakers of the Report of the Nongovernmental International Panel on Climate Change, Edited by S. Fred Singer, opublikowane dla Nongovernmental International Panel on Climate Change przez "The Heartland Institute", marzec 2008.
- Jaworowski, Z., 2007, CO2: The greatest scientific scandal of our time, EIR Science, pdf
- Jaworowski, Z., Winter 2003-2004, Solar cycles, not CO2, determine climate, 21st Century Science and Technology, pdf
- Jaworowski, Z., 2002, The Future of UNSCEAR, Science, 297 (19), p. 335 (list do redakcji)
- Jaworowski, Z., 1999, Radiation Risk and Ethics, Physics Today, 52(9). tekst artykułu on-line
- Jaworowski, Z., 1999, The Global Warming Foly, 21st Century Science and Technology, 7 (1), 31-41
- Jaworowski, Z., 1997, Another global warming fraud exposed. Ice core data show no carbon dioxide increase, 21st Century Science and Technology, pdf
- Jaworowski, Z., 1996, Reliability of Ice Core Records for Climatic Projections, In The Global Warming Debate (London: European Science and Environment Forum), p. 95.
- Jaworowski, Z., 1994, The Posthumous Papers of Leaded Gasoline., 21st century Science and Technolgy, 7, No. 1, pp. 34-41
- Jaworowski, Z., Segalstad, T.V. and Hisdal, V., 1992a, Atmospheric CO2 and global warming: A critical review., Second revised edition, Meddelelser 119, Norsk Polarinstitutt, Oslo, p. 76.
- Jaworowski, Z., Segalstad, T.V. and Hisdal, V., 1990. Atmospheric CO2 and global warming: a critical review., Rapportserie 59, p. 76, Norsk Polarinstitutt, Oslo.
- Jaworowski, Z, Czy człowiek zmienia klimat, Wiedza i Życie nr 5/98,